# Saargau

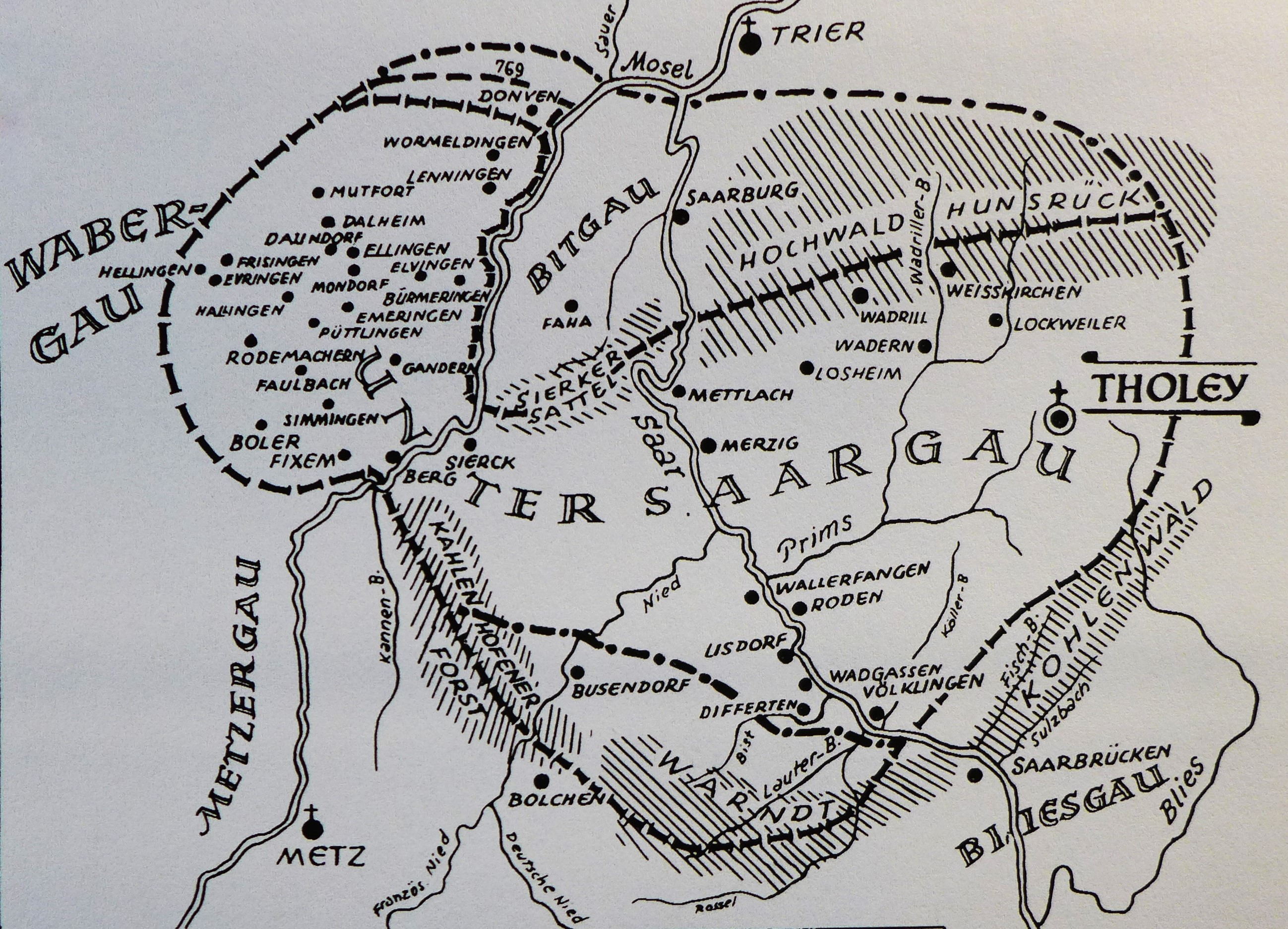
Der „Untere Saargau“ um Merzig auf einer Landkarte

Saargau bezeichnet in historischer Verwendung einen oder zwei fränkische Gaue im Flussgebiet der Saar und in moderner Verwendung die Landschaft zwischen unterer Saar und Mosel beziehungsweise im südlichen Bereich zwischen unterer Saar und französischer Grenze.

## Gau Saargau
Im Fränkischen Reich bestanden im Flussgebiet der Saar ein oder zwei Gaue namens Saargau. Die früh- und hochmittelalterlich überlieferten Nennungen eines Saargaus beziehen sich teils auf Orte an der oberen Saar und teils auf Orte an der unteren Saar, so dass man einen oberen Saargau um Sarrebourg und einen unteren Saargau um Merzig unterscheidet. Zwischen diese beiden Gaue schoben sich andere Gaue: Eichelgau, Bliesgau, Rosselgau, Itongau und Niedgau. Der Saargau ist in Weißenburger Urkunden bereits für das Jahr 699 belegt. Im Vertrag von Meersen (870) werden ein einziges Mal die beiden Saargaue durch Namenszusätze unterschieden: Sarachouua subterior (unterer Saargau) und Sarachouua superior (oberer Saargau). Der untere Saargau war kirchlich dem Erzbistum Trier zugehörig, der obere Saargau dem Bistum Metz.
Während der obere Saargau um Sarrebourg den Namen nach dem Hochmittelalter nicht weiterführte, führte der untere Saargau im Spätmittelalter und der Neuzeit die Bezeichnung fort. Die spätmittelalterlichen Formen des Namens Saargau zeigen seit dem 13. Jahrhundert Verhärtung [g] > [k], seit dem 15. Jahrhundert Schärfung von auslautendem [w] > [f] und den moselfränkischen Lautwandel [a] > [ä] vor [r] + Konsonant. Diese Lautwandelprozesse ergaben die moderne Lautung des Landschaftsnamens Särkof (Saargau), der für den Raum Merzig–Saarburg–Freudenburg gebraucht wird. Der regionale herbe Apfelwein (Viez) heißt Särkower (Saargauer).

## Landschaft Saargau
Der Saargau ist eine Landschaft westlich der Saar. Er beginnt im Süden bei Berus, zieht sich an der französischen Grenze entlang nach Norden, vom Saarland hinüber ins benachbarte Rheinland-Pfalz. Der nördliche Teil wird im Westen von der Mosel begrenzt und endet bei Konz, wo die Saar in die Mosel mündet.
Der Ostrand des Saargaus fällt im saarländischen Teil steil zum Saartal hin ab. Nach Westen hin, Richtung Lothringen und über die Landesgrenze hinaus, ist die Gaulandschaft eher flach und weit, mit sanften Wellen und Hügeln. Geologisch gehört der Saargau zum Lothringer Stufenland, das alle paar Kilometer, von West nach Ost, eine Steilstufe aufweist, und zwischen je zwei solcher Stufen kaum merklich wieder ansteigt. An den westlichen Ausläufern des Saargaues im Bereich der Mosel wird Wein angebaut. Hier wächst vor allem die Rebsorte Elbling.
Die Gaulandschaft ist zum größten Teil vom schweren Muschelkalkboden geprägt. Im Bereich der Orte Borg, Oberleuken, Büschdorf, Eft-Hellendorf, Sinz, Münzingen, Kesslingen und Faha wird ausgeprägter Ackerbau betrieben. Man spricht hier auch von der Kornkammer des Saarlandes. Dieser intensiv durch Ackerbau geprägte Bereich erstreckt sich auch in das nördlich angrenzende Rheinland-Pfalz, insbesondere in den Bereich der Orte Merzkirchen, Fisch und Mannebach (bei Saarburg). Zudem finden sich überall Streuobstwiesen und in geringerem Umfang bei den Orten Tettingen-Butzdorf und Borg gewerbsmäßiger Obstbau. Über den Saargau führt die Viezstraße. Die östlichen Ausläufer des Saargaues sind an den zur Saar abfallenden Steilhängen meist mit Wald bewachsen. Im nördlichen Bereich ab Höhe Saarburg auch mit Wein. Hier gedeiht der bekannte rheinland-pfälzische Saar-Riesling.
Der Saargau erreicht in seinem nördlichen Teil Höhen von rund 400 Metern über NN (Nitteler Höcht 390 m ü. NN, Helenenkreuz bei Wincheringen 413 m ü. NN, Hosteberg bei Saarburg 435 m ü. NN), weiter südlich von rund 450 Metern (Eiderberg bei Freudenburg 440 m ü. NN, Kewelsberg bei Tünsdorf 442 m ü. NN).

## Sehenswürdigkeiten
- Beckingen: Naturschutzgroßgebiet „Wolferskopf“ mit „Fischerberghaus“ (Orchideenvorkommen, Mutterkuhherde mit Vogesenrindern, Rundwanderwege)
- Berus: Reste der mittelalterlichen Stadtfestung, Pfarrkirche St. Martin, Europa-Denkmal, Orannakapelle
- Borg: Rekonstruierte römische Villa Borg
- Felsberg: Teufelsburg
- Gisingen: Museum „Haus Saargau“
- Ihn: Römisches Quellheiligtum am Sudelfels
- Kastel-Staadt: Klause Kastel hoch über der Saar
- Niedaltdorf: Niedaltdorfer Tropfsteinhöhle
- Orscholz: Aussichtspunkt an der Saarschleife
- Siersburg: Burganlage Siersburg. Tal der Nied
- St. Barbara: Römisches Kupferbergwerk
- Wellingen: Bildhauersymposion „Steine an der Grenze“

## Bilder

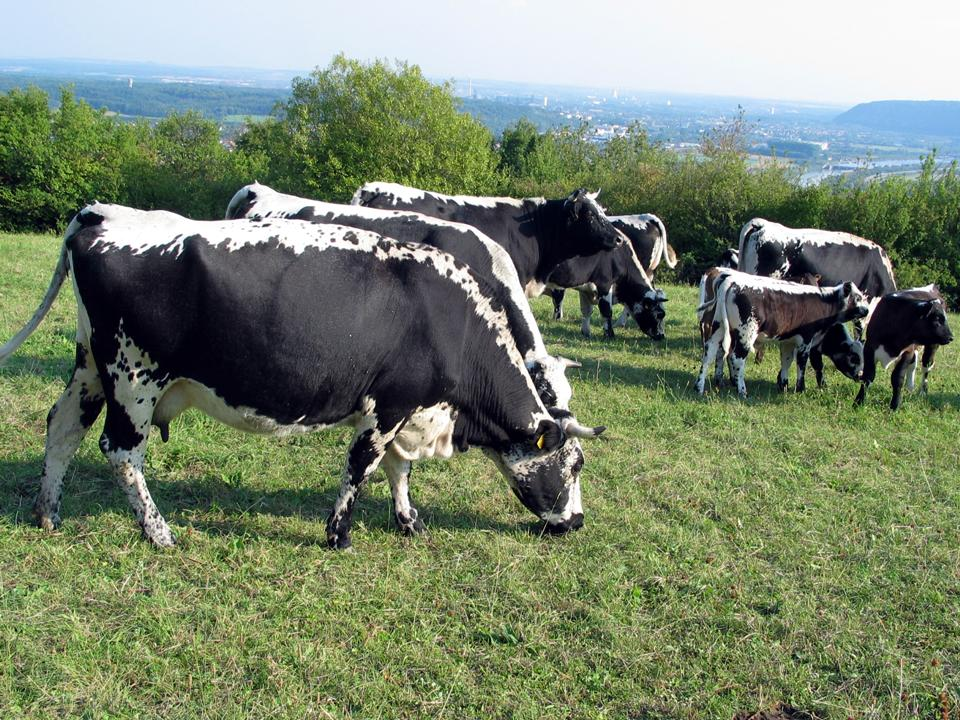
Am „Wolferskopf“ mit Blick in den Saargau
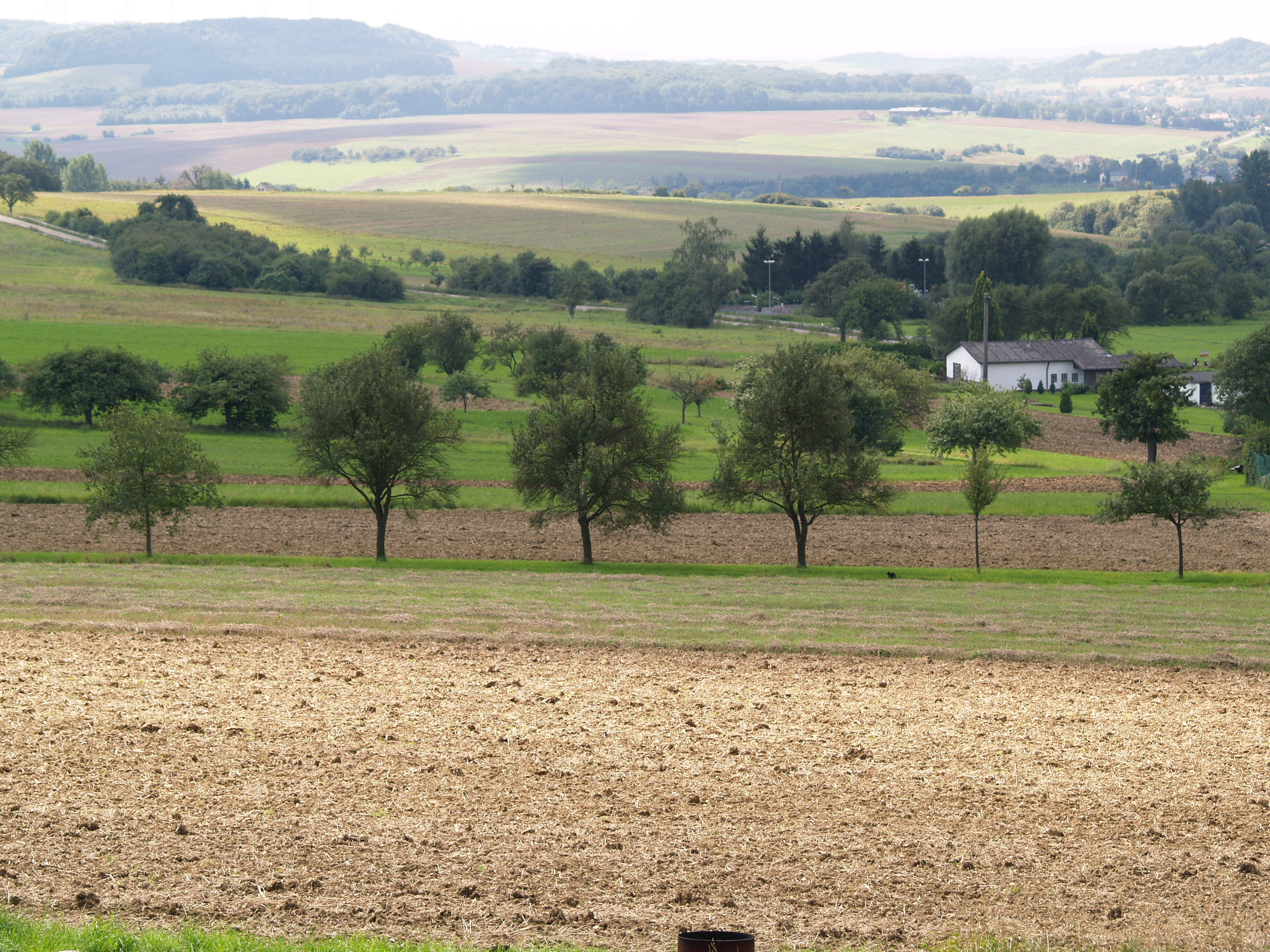
Saargau bei Kerlingen …
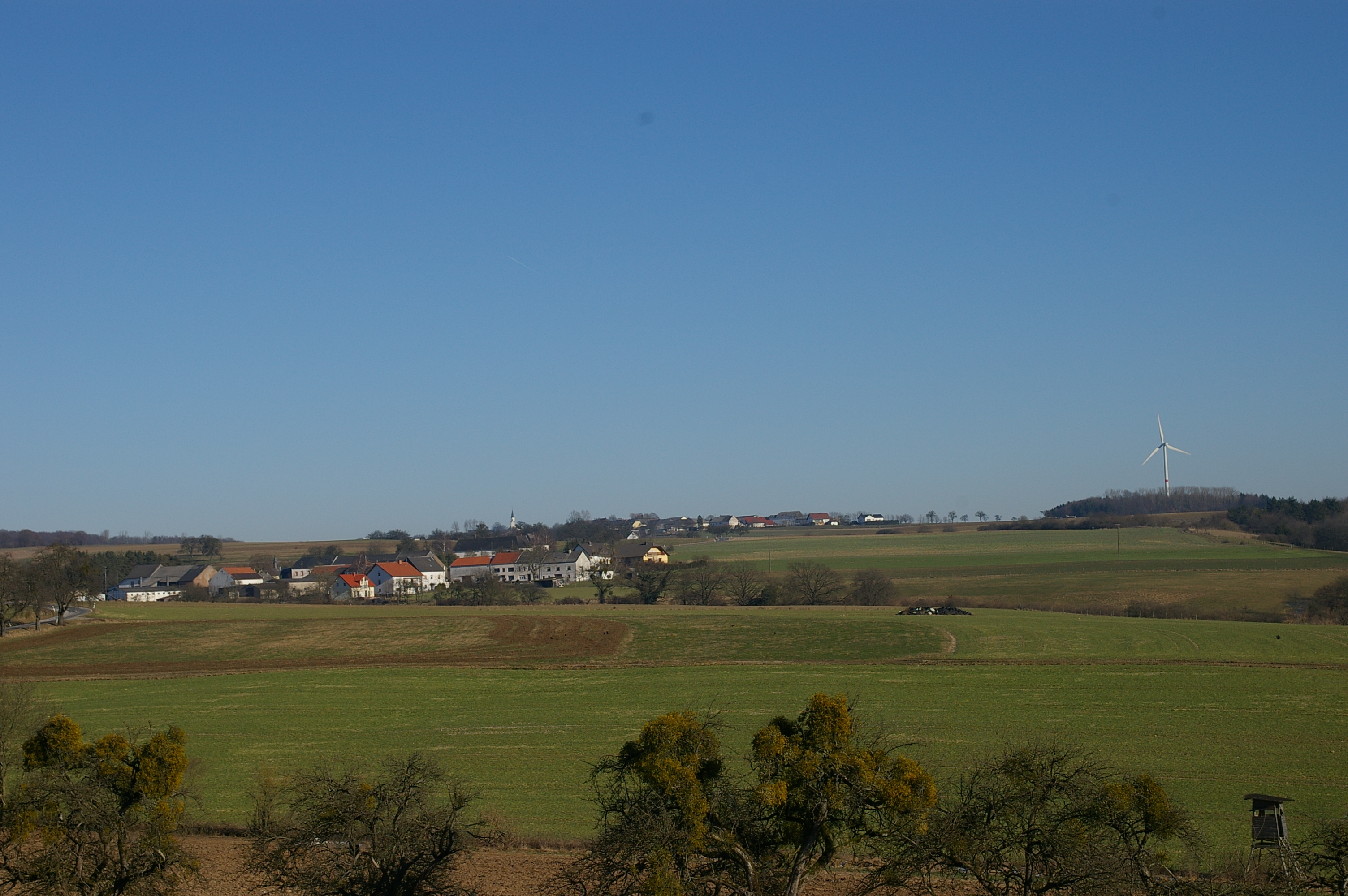
… und bei Merzkirchen
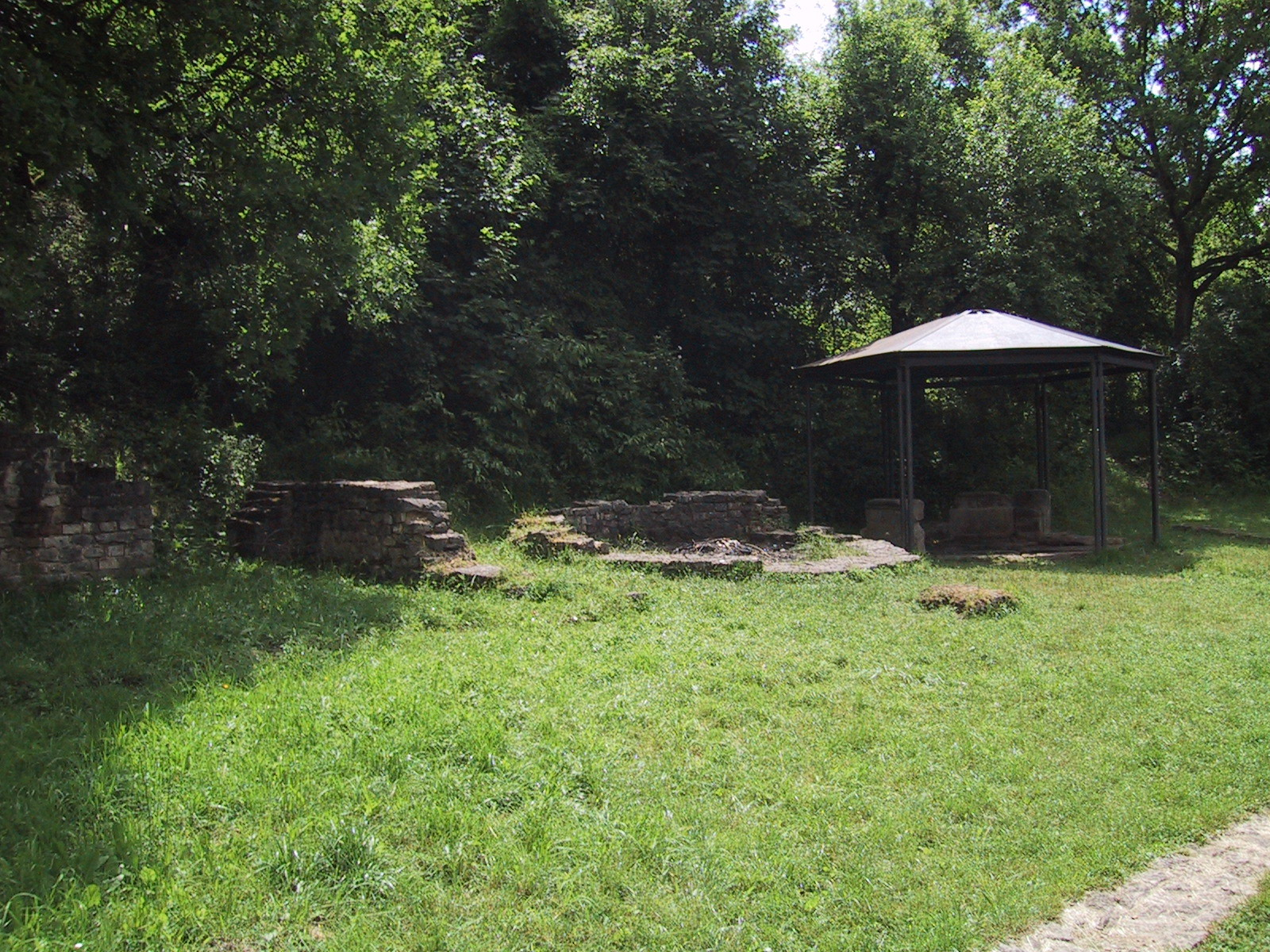
Quellheiligtum Sudelfels
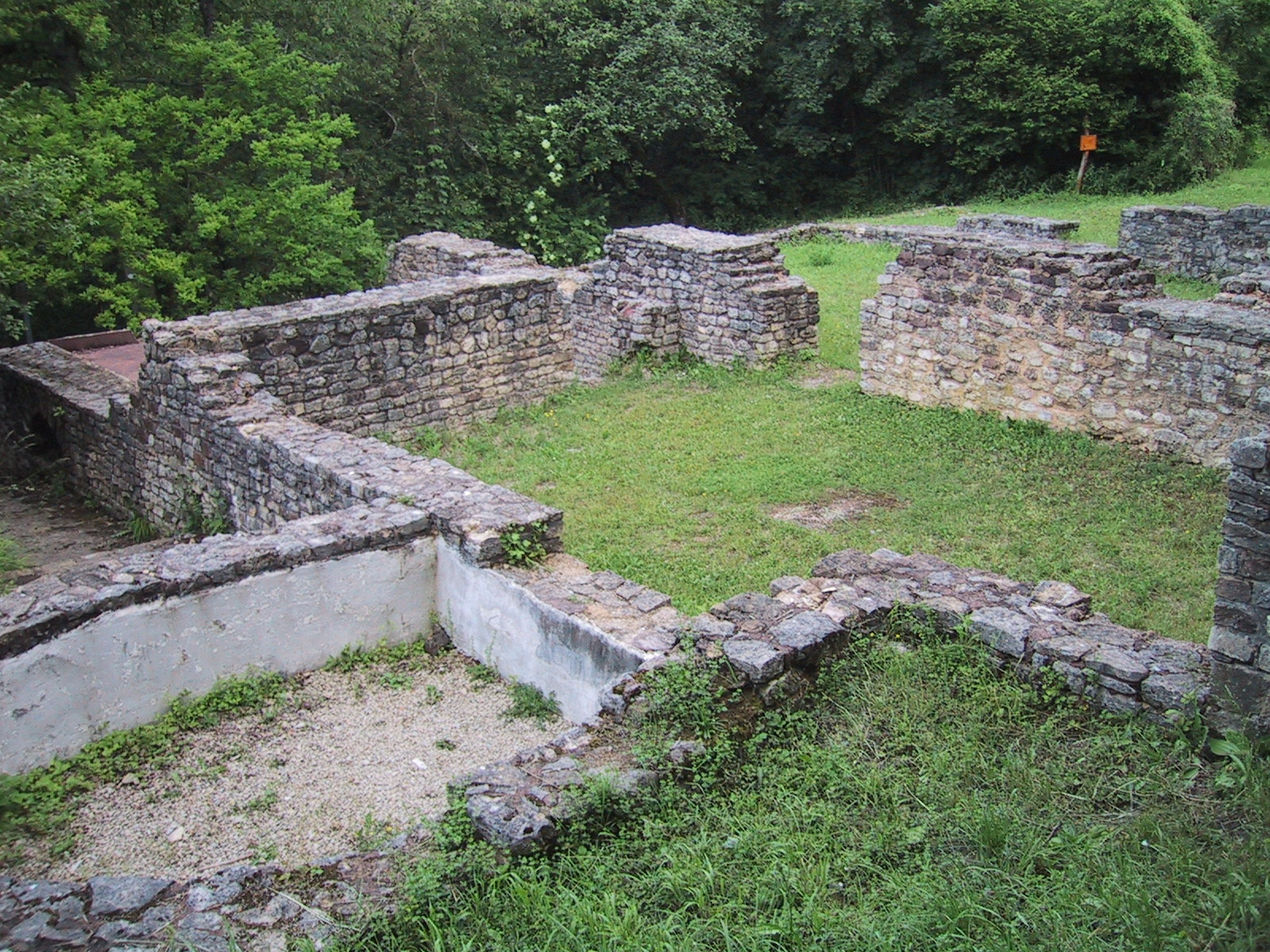
Ruine der römischen Kultstätte in Ihn
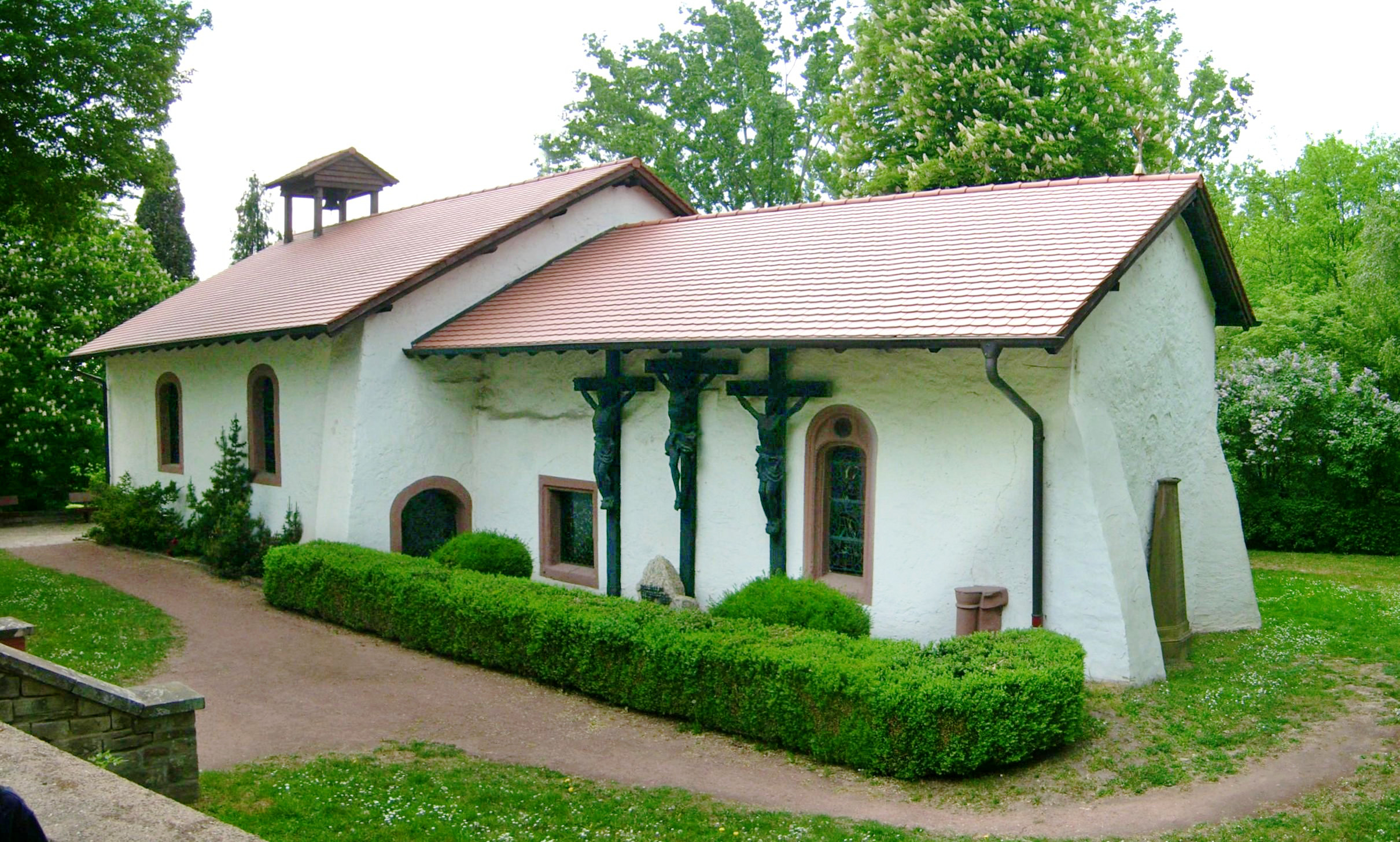
Orannakapelle bei Berus
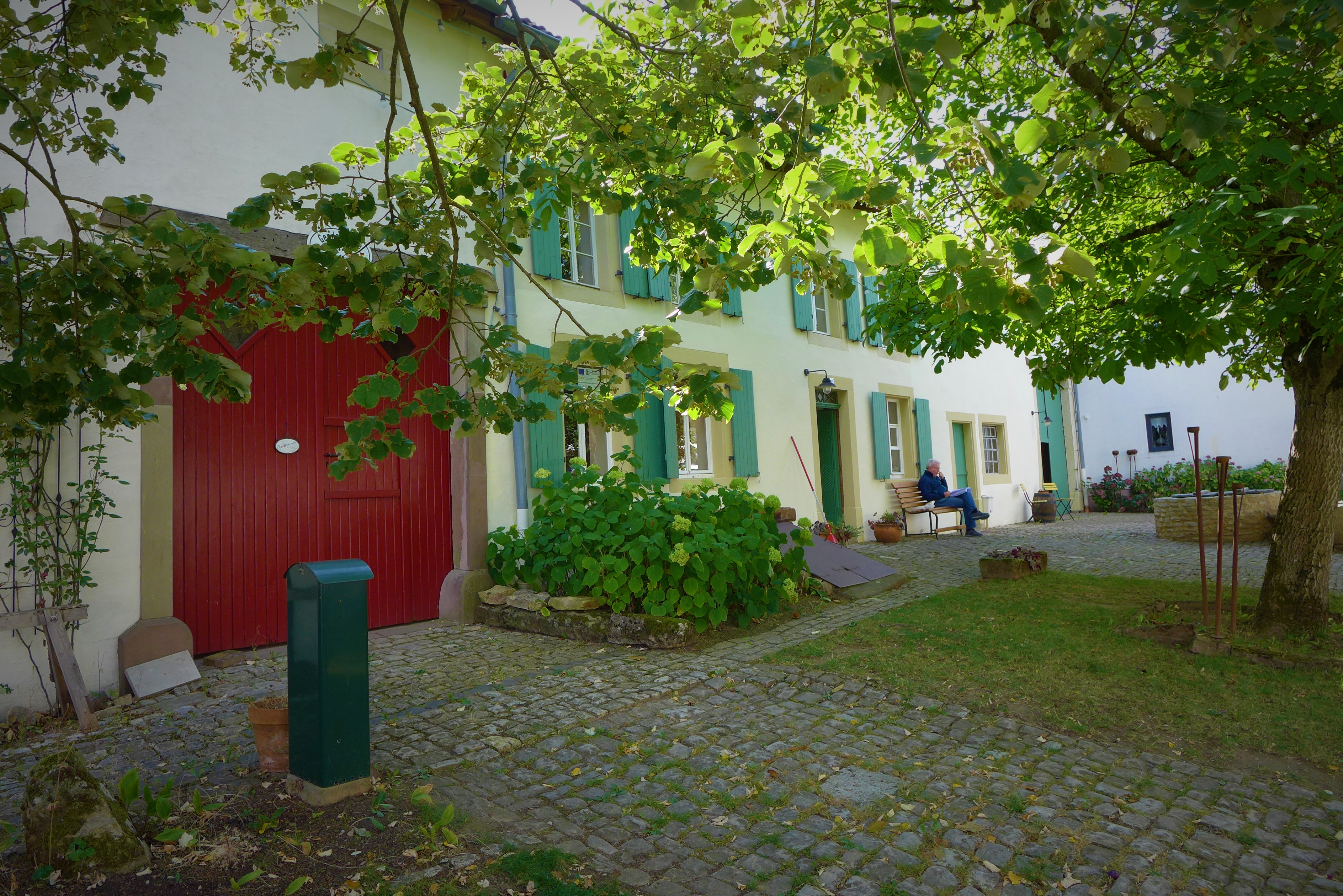
Lothringer-Haus in Gisingen